# Gonatocerus acuminatus
Gonatocerus acuminatus är en stekelart som först beskrevs av Walker 1846.  Gonatocerus acuminatus ingår i släktet Gonatocerus och familjen dvärgsteklar. Inga underarter finns listade i Catalogue of Life.